# Aki király akart lenni
Az Aki király akart lenni (The Man Who Would Be King) John Huston rendezésében készült 1975-ös brit–amerikai kalandfilm.
A négy Oscar-díjra jelölt produkció Rudyard Kipling azonos című novelláján alapszik. A mű névtelen narrátorát Christopher Plummer személyesíti meg a filmben Kiplingként. A történet középpontjában két indiai brit kalandor Afganisztánban lezajló története áll. Mint a legtöbb Kipling-műben, a szerző itt is pozitívan ábrázolja a Brit Birodalmat. A filmben Huston megpróbálja mindkét fél – Kelet és Nyugat – erényeit és hibáit is egyaránt bemutatni.

## Történet
|  | Alább a cselekmény részletei következnek! |

Rudyard Kipling (Christopher Plummer) tudósítóként dolgozik a Northern Star nevű újságnál, egy napon egy rongyos öltözetű, őrültnek kinéző ember lép oda hozzá, aki Peachy Carnehanként (Michael Caine), egykori régi barátjaként  mutatkozik be. Peachy elkezd mesélni egy történetet Kiplingnek arról, hogy bajtársával Daniel Dravottal (Sean Connery) hogyan jutottak el a távoli Kafirisztánba (a mai Afganisztán északkeleti részébe), hogyan váltak ott szinte istenekké és buktak el végül.
Évekkel korábban Peachy és Danny találkozott Kiplinggel az irodájában, ahol a két férfi elhatározta, hogy egy kalandos útra indulnak át a Haibar-hágón, „este utazva elkerülve a településeket”, harcolva az útonállókkal, hóviharon és lavinákon át elérni az ismeretlen földet, Kafirisztánt, ahol Nagy Sándor óta nem járt fehér ember.
Az útjuk során találkoznak egy gurka katonával, Billy Fish-sel (Saeed Jaffrey), aki évekkel ezelőtt egyedüliként élt túl egy térképészeti felderítő utat. Billy az angol mellett a helyiek nyelvét is beszéli, így tolmácsként áll szolgálatukba. Ahogy egy faluba érnek, Fish ráveszi a falu vezetőjét, hogy az angolokat katonai tanácsadónak, kiképzőnek és hadvezérnek válasszák. Első csatájukban, amikor egy ellenséges törzzsel csapnak össze, az őslakosok között az hír kezd elterjedni, hogy Danny egy isten, mert páncélozatlan mellkasán elakadt egy nyílvessző és sértetlen maradt. Az igazság szerint a kabátja alatt hordott tölténytartóban akadt el. Győzelmet győzelemre halmoznak, és a vereséget szenvedett törzsek csapatai is csatlakoznak Dannyék egyre dagadó seregéhez.
Végül már nem marad senki, aki szembeszállna velük, és elérik Sikandergult, a szent várost. Ott egy szent ember a nyílvesszős eset megismétlését kéri, hogy eldöntsék: Danny isten-e vagy ember, meglátva, vérzik-e vagy sem. Amikor Danny hátrálni kezd, a szerzetesek megragadják, felszakítják a ruháját, és csak a Danny nyakában lógó szabadkőműves ékszer – amit még Kiplingtől kapott, hogy szerencsét hozzon – állítja meg őket. A véletlen folytán a szimbólum az ékszeren megegyezik Sikanderével (Nagy Sándoréval), aki évszázadokkal korábban járt ott, és megígérte, hogy visszatér. A szent emberek meg vannak győződve, hogy Danny Sikander reinkarnációja. Királyként üdvözlik, és elvezetik egy mesésen megrakott kincstárba, amelynek tartalma Sikandert illeti.
Ahogy telnek a hónapok Peachy egyre jobban sürgeti barátját, hogy szökjenek el a kinccsel együtt még a tél beállta előtt, és amíg az őslakosok rá nem jönnek az igazságra. Danny ezt hevesen ellenzi, mert egyre jobban téveszméinek rabjává válik. Először azt kéri Peachytől, hogy lőjön rá nyíllal. Majd azt veszi a fejébe, hogy a földjét olyan nagyságrendű modern országgá fogja átalakítani, hogy Viktória királynővel is egyenrangúvá válik. A csalódott Peachy úgy dönt, egyedül megy el, és annyi kincset visz magával, amit egy öszvérháton elfér, a barátja beleegyezésével.
Közben Danny meglátja a gyönyörű Roxanne-t (Shakira Caine), és elhatározza, hogy feleségül veszi. Peachy hevesen ellenzi a tervet. Roxanne-t babonás félelem tartja rettegésben. Azt hiszi, rögtön meghal, ha egy istennel lép frigyre. A házassági ceremónián megszállottan menekülni próbál, és megharapja Dannyt. A harapás nyomán vér serken elő, így mindenki rádöbben Danny emberi mivoltára.
A dühös őslakosok üldözőbe veszik Dannyt és Peachyt. Billy egymaga próbálja feltartani a rohamot, ezzel a két angol időt nyer, de így is hamar elfogják őket. Dannyt arra kényszerítik, hogy menjen ki a mély szakadék feletti függőhíd közepére. Még bocsánatot tud kérni barátjától, mielőtt elszakadna a hidat tartó kötél. Peachyt két fenyőfa közé feszítik ki, de a következő nap levágják onnan és szabadon engedik, mert túlélte az istenítéletet. Visszatér Indiába, a kínzások miatt zavart elmével. Amikor Peachy befejezi az elbeszélést, átnyújtja Kiplingnek Danny fejét, amelyen még mindig korona van, ezzel bizonyítva története igazát.

## Szereposztás
| Színész             | Karakter                |
| ------------------- | ----------------------- |
| Sean Connery        | Daniel Dravot           |
| Michael Caine       | Peachy Carnehan         |
| Christopher Plummer | Rudyard Kipling         |
| Saeed Jaffrey       | Billy Fish              |
| Shakira Caine       | Roxanne                 |
| Doghmi Larbi        | Ootah                   |
| Jack May            | Kerületi meghatalmazott |
| Karroom Ben Bouih   | Kafu Selim              |
| Mohammad Shamsi     | Babu                    |
| Albert Moses        | Gulam                   |
| Paul Antrim         | Mulvaney                |

## A produkcióról
Huston már az 1950-es években le akarta forgatni a filmet, eredetileg Humphrey Bogart és Clark Gable főszereplésével. Utána Burt Lancaster és Kirk Douglas jött szóba, majd Paul Newman és Robert Redford. Newman javasolta végül a két brit színészt, Conneryt és Cainet. A produkciót a Pinewood Studios mellett Franciaországban, Marokkóban és az Egyesült Államokban forgatták.
A filmben az egyetlen női szereplő, aki beszél is, az Roxanne, bár ő se sokat. A többi női szereplőnek neve sincs.

## Eltérések a novellától
A film nagy részben hűen adja vissza Kipling novelláját, kivéve a végét, ahol a filmben a félőrült Carnehan Kipling íróasztalán hagyja Danny Dravot fejét. Az eredeti történetben Carnehan magával viszi a fejet, két nappal később a névtelen narrátor Carnehant egy elmegyógyintézetbe viszi, ahol napszúrásban hal meg.

## Jelölések
- Oscar-díj (1976)
  - jelölés: legjobb adaptált forgatókönyv – John Huston, Gladys Hill
  - jelölés: legjobb vágó – Russell Lloyd
  - jelölés: legjobb jelmeztervező – Edith Head
  - jelölés: legjobb látványtervező – Tony Inglis, Peter James, Alexandre Trauner
- Golden Globe-díj (1976)
  - jelölés: legjobb betétdal – Maurice Jarre
- BAFTA-díj (1976)
  - jelölés: legjobb operatőr – Oswald Morris
  - jelölés: legjobb jelmeztervező – Edith Head

## Fordítás
- Ez a szócikk részben vagy egészben  a   The_Man_Who_Would_Be_King (film) című angol Wikipédia-szócikk fordításán alapul.  Az eredeti cikk szerkesztőit annak laptörténete sorolja fel. Ez a jelzés csupán a megfogalmazás eredetét és a szerzői jogokat jelzi, nem szolgál a cikkben szereplő információk forrásmegjelöléseként.